# All-Star Game LNB 2014
Le All-Star Game LNB 2014 est la 29e édition du All-Star Game LNB. Il se déroule le 3 janvier 2015 au Zénith de Paris. L’équipe des All-Stars français bat l’équipe des All-Stars étrangers 137-135 après prolongations. Adrien Moerman est nommé MVP de la rencontre. La rencontre est diffusée en direct sur Canal+ Sport.

## Joueurs

### All-Stars français
| Position    | Joueur                 | Équipe               |
| ----------- | ---------------------- | -------------------- |
| Meneur      | Antoine Diot           | Strasbourg           |
| Arrière     | Pape Sy                | Gravelines Dunkerque |
| Ailier      | Charles Lombahe-Kahudi | Le Mans              |
| Ailier fort | Adrien Moerman         | Limoges              |
| Pivot       | Mouhammadou Jaiteh     | Nanterre             |

| Position    | Joueur                | Équipe               |
| ----------- | --------------------- | -------------------- |
| Meneur      | Andrew Albicy         | Gravelines Dunkerque |
| Meneur      | Léo Westermann        | Limoges              |
| Arrière     | Rodrigue Beaubois*    | Le Mans              |
| Ailier      | Nobel Boungou Colo    | Limoges              |
| Ailier fort | Florent Piétrus       | Nancy                |
| Pivot       | Johan Passave-Ducteil | Nanterre             |
| Pivot       | Alain Koffi           | Rouen                |

* Rodrigue Beaubois déclare forfait avant la rencontre sur blessure. Celui-ci n'est pas remplacé numériquement.

### All-Stars étrangers
| Position    | Joueur        | Équipe          |
| ----------- | ------------- | --------------- |
| Meneur      | Erving Walker | Dijon           |
| Arrière     | Jamar Smith   | Limoges         |
| Ailier      | Mykal Riley   | Nanterre        |
| Ailier fort | Kyle Weems    | Nanterre        |
| Pivot       | Sharrod Ford  | Paris Levallois |

| Position    | Joueur          | Équipe           |
| ----------- | --------------- | ---------------- |
| Meneur      | Darius Adams    | Nancy            |
| Arrière     | Kenny Boynton   | Boulogne-sur-Mer |
| Arrière     | Steven Gray     | Dijon            |
| Ailier      | Mark Payne      | Châlons Reims    |
| Ailier fort | Ricardo Greer*  | Le Havre         |
| Pivot       | Zachery Peacock | Cholet           |
| Pivot       | Marcus Dove     | Chalon-sur-Saône |

* Ricardo Greer déclare forfait le 27 décembre.

### Entraîneurs
Vincent Collet (Strasbourg), assisté de Frédéric Brouillaud (Roanne), dirige l’équipe des All-Stars français. Jean-Marc Dupraz (Limoges), assisté de Savo Vučević (Monaco), dirige l’équipe des All-Stars étrangers.
| 3 janvier 2015 20h45 | rapport | Français 137 a.p, Etrangers 135 a.p                  | Français 137 a.p, Etrangers 135 a.p | Français 137 a.p, Etrangers 135 a.p            |  | Zénith de Paris Arbitres : Joseph Bissang David Chambon Eddie Viator | Sport+ |
| 3 janvier 2015 20h45 | rapport | Score par quart-temps : 31-35, 42-34, 27-31, 21-21   |                                     |                                                |  | Zénith de Paris Arbitres : Joseph Bissang David Chambon Eddie Viator | Sport+ |
| 3 janvier 2015 20h45 | rapport | Score par mi-temps : 73-69, 48-51                    |                                     |                                                |  | Zénith de Paris Arbitres : Joseph Bissang David Chambon Eddie Viator | Sport+ |
| 3 janvier 2015 20h45 | rapport | Adrien Moerman 40 Adrien Moerman 12 Andrew Albicy 12 | Points Rebonds Passes d.            | Jamar Smith 19 Sharrod Ford 10 Kenny Boynton 5 |  | Zénith de Paris Arbitres : Joseph Bissang David Chambon Eddie Viator | Sport+ |

## Concours
Concours des meneurs :
- Notes: 
  - Demi-finales : Antoine Diot (Strasbourg) bat Andrew Albicy (Gravelines-Dunkerque) : 2-0 / Léo Westermann (Limoges) bat Erving Walker (Dijon) : 2-0
  - Finale : Léo Westermann (Limoges) bat Antoine Diot (Strasbourg) : 2-1

| Joueur         | Équipe               | taille | Premier tour | Finale |
| -------------- | -------------------- | ------ | ------------ | ------ |
| Léo Westermann | Limoges              | 1,96 m | 2            | 2      |
| Antoine Diot   | Strasbourg           | 1,93 m | 2            | 1      |
| Andrew Albicy  | Gravelines Dunkerque | 1,78 m | 0            |        |
| Erving Walker* | Dijon                | 1,73 m | 0            |        |

* Erving Walker remplace Rodrigue Beaubois.
Concours de tirs à 3 points :
| Pos.           | Joueur          | Équipe          | taille | Premier tour | Finale |
| -------------- | --------------- | --------------- | ------ | ------------ | ------ |
| Arrière-Ailier | Hugo Invernizzi | Le Havre        | 1,96 m | 20           | 18     |
| Meneur-Arrière | Xavier Corosine | Paris Levallois | 1,83 m | 17           | 14     |
| Arrière        | Steven Gray     | Dijon           | 1,96 m | 16           |        |
| Arrière        | Daequan Cook    | Rouen           | 1,95 m | 15           |        |

Concours de dunks :
- Notes: 
  - Les joueurs sont évalués sur deux dunks lors de chaque manche.
  - Le vainqueur est désigné par le public du Zénith à l'applaudimètre.
  - Les notes représentent le nombre de décibels.

| Pos.           | Joueur                 | Équipe        | taille | Premier tour | Finale |
| -------------- | ---------------------- | ------------- | ------ | ------------ | ------ |
| Arrière        | Billy Yakuba Ouattara* | Denain        | 1,91 m | 192          | 194    |
| Ailier         | James Southerland      | Limoges       | 2,03 m | 193          | 186    |
| Arrière-Ailier | Anthony Smith          | Saint-Quentin | 1,96 m | 189          |        |
| Meneur         | Jérémy Nzeulie         | Nanterre      | 1,89 m | 177          |        |

* Billy Yakuba Ouattara remplace Abdoulaye Loum